# Gerda van Cleemput
Gerda van Cleemput (Antwerpen, 25 november 1935 – aldaar, 28 september 2022) was een Vlaamse auteur van jeugdboeken.

## Biografie
Van Cleemput volgde na de humaniora (Grieks-Latijnse) een opleiding aan de bibliotheekschool, waarna zij 5 jaar als bibliothecaris werkte in de dierentuin van Antwerpen. Zij begon met het schrijven van korte verhalen en versjes, die in kinderkranten, weekbladen en tijdschriften verschenen. In 1963 verscheen haar eerste boek Moeli en Harlekijn. Haar doorbraak kwam in 1966 met Het meisje dat de zon niet zag, over de vriendschap tussen Annemie en het blinde weesmeisje Greet. Het boek is vele malen herdrukt. In 1982 verkreeg ze meer bekendheid met De bloeiende mimosaboom, een verhaal over de jeugd van de blinde en dove Helen Keller.
Gerda van Cleemput kreeg twee kinderen, een zoon en een dochter. Na het overlijden van haar dochter in 2000 stopte ze met schrijven.

### Onderscheidingen
Van Cleemput ontving in 1967 de Prijs voor het Verdienstelijke Kinderboek en in 1969 de Jongerenprijs Boekenweek. Later werd zij bekroond met de Kinder- en Jeugdjury Vlaanderen.